# Governatori della Costa d'Oro
Quello che segue è un elenco dei governatori coloniali della Costa d'Oro dalla fondazione della colonia inglese nel 1621 sino all'indipendenza nel 1957 e dei governatori generali del Ghana con la nascita del Dominion del Ghana nel 1957 sino alla proclamazione della repubblica nel 1960 con la sostituzione del capo di Stato dal monarca del Regno Unito ad un presidente della Repubblica.

## Governatori della Costa d'Oro (1621–1751)
- Sir William St. John, 1621–1623
- William Greenhill, 1660
- Henry Nurse, 1685
- John Bloome, 1691
- Baggs, 1697–1701
- Thomas Dalby, 1701–1708
- Henry Meredith, m.1812 dopo essere stato ucciso dai locali. Autore di  'An Account of the Gold Coast of Africa: With a Brief History of the African Company.'

Fu governatore di Fort Winnebah.

## Governatori della Commissione dei Mercanti della Costa d'Oro (1751–1822)
- Thomas Melvil, 23 giugno 1751 – 23 gennaio 1756
- William Tymewell, 23 gennaio 1756 – 17 febbraio 1756
- Charles Bell, 17 febbraio 1756 – 15 ottobre 1757, 1ª volta
- Nassau Senior, 15 ottobre 1757 – 10 maggio 1761, formalmente
- Charles Bell, 10 maggio 1761 – 15 agosto 1763, 2ª volta
- William Mutter, 15 agosto 1763 – 1 marzo 1766
- John Hippersley, 1 marzo 1766 – 11 agosto 1766
- Gilbert Petrie, 11 agosto 1766 – 21 aprile 1769
- John Crossle, 21 aprile 1769 – 11 agosto 1770
- David Mill, 11 agosto 1770 – 20 gennaio 1777
- Richard Miles, 20 gennaio 1777 – 25 marzo 1780, 1ª volta
- John Roberts, 25 marzo 1780 – 20 maggio 1781
- John B. Weuves, 20 maggio 1781 – 29 aprile 1782, formalmente
- Richard Miles, 29 aprile 1782 – 29 gennaio 1784, 2ª volta
- James Morgue, 29 gennaio 1784 – 24 gennaio 1787
- Thomas Price, 24 gennaio 1787 – 27 aprile 1787
- Thomas Morris, 27 aprile 1787 – 20 giugno 1789
- William Fielde, 20 giugno 1789 – 15 novembre 1791
- John Gordon, 15 novembre 1791 – 31 marzo 1792, 1ª volta
- Archibald Dalzel, 31 marzo 1792 – 16 dicembre 1798, 1ª volta
- Jacob Mould, 16 dicembre 1798 – 4 gennaio 1799, 1ª volta
- John Gordon, 4 gennaio 1799 – 28 aprile 1800, 2ª volta
- Archibald Dalzel, 28 aprile 1800 – 30 settembre 1802, 2ª volta
- Jacob Mould, 30 settembre 1802 – 8 febbraio 1805, 2ª volta
- George Torrane, 8 febbraio 1805 – 4 dicembre 1807
- Edward White, 4 dicembre 1807 – 21 aprile 1816
- Joseph Dawson, 21 aprile 1816 – 19 gennaio 1817
- John Hope Smith, 19 gennaio 1817 – 27 marzo 1822

## Governatori della Costa d'Oro (1822–1828)
- Sir Amankwaah Francis, 27 marzo 1822 – 17 maggio 1822, 1ª volta
- James Chisholm, 17 maggio 1822 – dicembre 1822, 1ª volta
- Sir Amankwaah Francis, dicembre 1822 – 21 gennaio 1824, 2ª volta
- James Chisholm, 21 gennaio 1824 – 17 ottobre 1824, 2ª volta
- Edward Purdon, 17 ottobre 1824 – 22 marzo 1825
- Maggiore generale Sir Charles Turner, 22 marzo 1825 – 8 marzo 1826
- Sir Neil Campbell, 18 maggio 1826 – 15 novembre 1826
- Maggiore Henry John Ricketts, 15 novembre 1826 – 11 ottobre 1827, 1ª volta
- Hugh Lumley, 11 ottobre 1827 – 10 marzo 1828
- George Hingston, 10 marzo 1828 – 5 giugno 1828
- Major Henry John Ricketts, 5 giugno 1828 – 25 giugno 1828, 2ª volta

## Governatori della Commissione dei Mercanti della Costa d'Oro (1828–1843)
- John Jackson, 25 giugno 1828 – 19 febbraio 1830
- George Maclean, 19 febbraio 1830 – 26 giugno 1836, 1ª volta
- William Topp, 26 giugno 1836 – 15 agosto 1838
- George Maclean, 15 agosto 1838 – 1843, 2ª volta

## Governatori della Costa d'Oro (1843–1960)
Nel 1843 venne nominato definitivamente un governatore per la Costa d'Oro ma venne subordinato al governatore della Sierra Leone sino al 1850. Dopo la Terza guerra anglo-ashanti del 1873-1874, la Costa d'Oro venne formalmente dichiarata una colonia della corona britannica.
- Henry Worsley Hill, 1843–8 marzo 1845
- James Lelley, 8 marzo 1845 – 15 aprile 1846
- William Winniett, 15 aprile 1846 – 31 gennaio 1849, 1ª volta
- James Coleman Fitzpatrick, 31 gennaio 1849 – 13 gennaio 1850
- Sir William Winniett, 13 gennaio 1850 – 4 dicembre 1850, 2ª volta
- James Bannerman, 4 dicembre 1850 – 14 ottobre 1851
- Stephen John Hill, 14 ottobre 1851–dicembre 1854
- Henry Connor, dicembre 1854–marzo 1857, formalmente
- Sir Benjamin Chilley Campbell Pine, marzo 1857–aprile 1858
- Henry Bird, aprile 1858–20 aprile 1860, formalmente
- Edward B. Andrews, 20 aprile 1860 – 14 aprile 1862
- William A. Ross, 14 aprile 1862 – 20 settembre 1862, formalmente
- Richard Pine, 20 settembre 1862 – 1865
- Rokeby Jones, 1865, formalmente
- W. E. Mockler, 1865, formalmente
- Edward Conran, aprile 1865–febbraio 1867
- Herbert Taylor Ussher, febbraio 1867–aprile 1872, 1ª volta
- John Pope Hennessy, aprile 1872 – 1872
- Charles Spencer Salmon, 1872–settembre 1872, formalmente
- Robert William Keate 7 marzo 1873 – 17 marzo 1873
- Robert William Harley, settembre 1872–2 ottobre 1873
- Garnet Joseph Wolseley, 2 ottobre 1873 – 4 marzo 1874
- James Maxwell, 4 marzo 1874 – 30 marzo 1874, formalmente
- Charles Lees, 30 marzo 1874–giugno 1874, formalmente, 1ª volta
- George Cumine Strahan, giugno 1874–7 aprile 1876
- Charles Lees, 7 aprile 1876–dicembre 1876, formalmente, 2ª volta
- Sanford Freeling, dicembre 1876–13 maggio 1878, formalmente al 5 giugno 1877
- Charles Lees, 13 maggio 1878–giugno 1879, formalmente, 3ª volta
- Herbert Taylor Ussher, giugno 1879–1 dicembre 1880, 2ª volta
- William Brandford Griffith, 1 dicembre 1880 – 4 marzo 1881, formalmente, 1ª volta
- Sir Samuel Rowe, 4 marzo 1881 – 29 aprile 1884
- W. A. G. Young, 29 aprile 1884 – 24 aprile 1885
- William Brandford Griffith, 24 aprile 1885 – 7 aprile 1895, 2ª volta
- William Edward Maxwell, 7 aprile 1895 – 6 dicembre 1897
- Frederick Mitchell Hodgson, 6 dicembre 1897 – 29 agosto 1900, formalmente al 29 maggio 1898
- W. Low, 29 agosto 1900 – 17 dicembre 1900, formalmente
- Sir Matthew Nathan, 17 dicembre 1900 – 9 febbraio 1904[1]
- Herbert Bryan, 9 febbraio 1904 – 3 marzo 1904, formalmente, 1ª volta
- John Pickersgill Rodger, 3 marzo 1904 – 1 settembre 1910
- Herbert Bryan, 1 settembre 1910 – 20 novembre 1910, formalmente, 2ª volta
- James Jamieson Thorburn, 21 novembre 1910 – 29 giugno 1912
- Herbert Bryan, 29 giugno 1912 – 26 dicembre 1912, formalmente, 3ª volta
- Sir Hugh Charles Clifford, 26 dicembre 1912 – 1 aprile 1919
- Alexander Ransford Slater, 1 aprile 1919 – 8 ottobre 1919, formalmente, 1ª volta
- Frederick Gordon Guggisberg, 9 ottobre 1919 – 24 aprile 1927
- Sir James Crawford Maxwell, 24 aprile 1927 – 5 giugno 1927, formalmente
- John Maxwell, 5 giugno 1927–luglio 1927, formalmente
- Sir Alexander Ransford Slater, luglio 1927–5 aprile 1932, 2ª volta
- Geoffrey Northcote, 5 aprile 1932 – 29 novembre 1932, formalmente, 1ª volta
- Sir Shenton Thomas, 30 novembre 1932 – 13 maggio 1934
- Geoffrey Northcote, 13 maggio 1934 – 23 ottobre 1934, formalmente, 2ª volta
- Sir Arnold Weinholt Hodson, 24 ottobre 1934 – 24 ottobre 1941
- George Ernest London, 24 ottobre 1941 – 29 giugno 1942, formalmente
- Sir Alan Cuthbert Maxwell Burns, 29 giugno 1942 – 2 agosto 1947
- Sir Gerald Hallen Creasy, 12 gennaio 1948 – 15 febbraio 1949
- Sir Robert Scott, 15 febbraio 1949 – 28 marzo 1949, formalmente, 1ª volta
- Thorleif Rattray Orde Mangin, 28 marzo 1949 – 11 giugno 1949, formalmente
- Sir Robert Scott, 11 giugno 1949 – 11 agosto 1949, formalmente, 2ª volta
- Sir Charles Noble Arden-Clarke, 11 agosto 1949 – 6 marzo 1957
- Lord Listowell, marzo 1957 – luglio 1960

Nel 1957, la Costa d'Oro ed il Togo britannico, divennero indipendenti come Dominon del Ghana. Il viceré divenne governatore generale del Ghana in rappresentanza della regina d'Inghilterra.

## Governatore generale del Ghana (1957-1960)

Bandiera del Governatore generale del Ghana.

- Sir Charles Arden-Clarke, 6 marzo - 14 maggio 1957
- Sir Kobina Arku Korsah 14 maggio - 13 novembre 1957
- William Hare, V conte di Listowel 1957 - 1960